# 卡拉斯事件
卡拉斯事件（法語：Affaire Calas），是指1761年10月13日在法国圖盧茲发生的一起父亲杀害儿子的冤案。后来因为启蒙思想伏爾泰的伸张正义，在1765年3月9日正式为被冤枉致死的让·卡拉斯平冤昭雪。

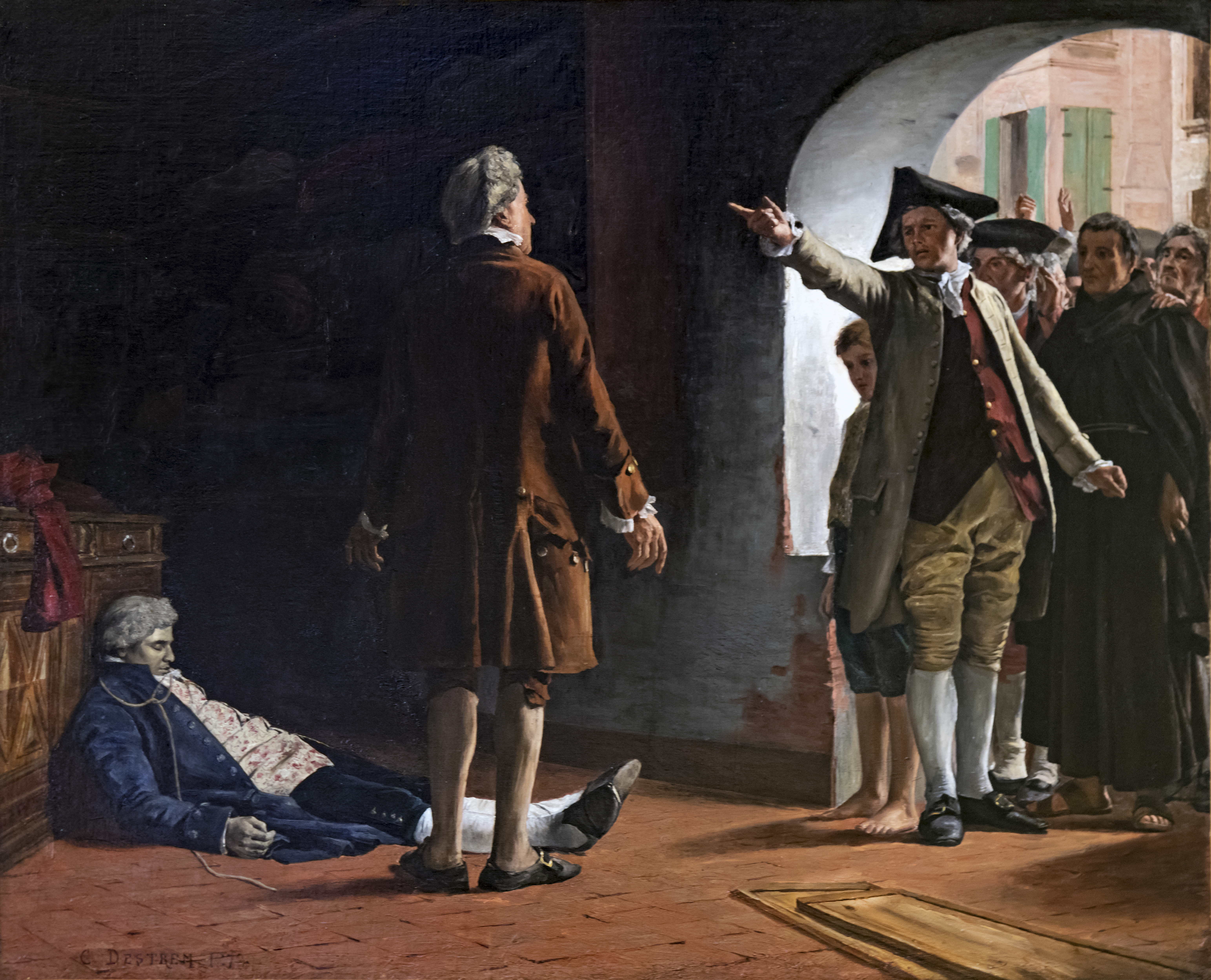
卡拉斯被捕。

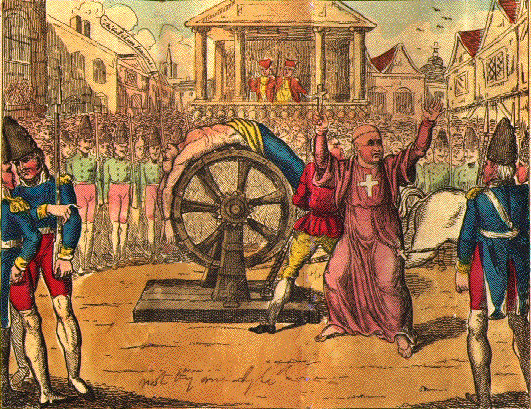
"老卡拉斯于1762年3月10日在图卢兹被綁在車輪上公開處刑、受盡折磨而死。"

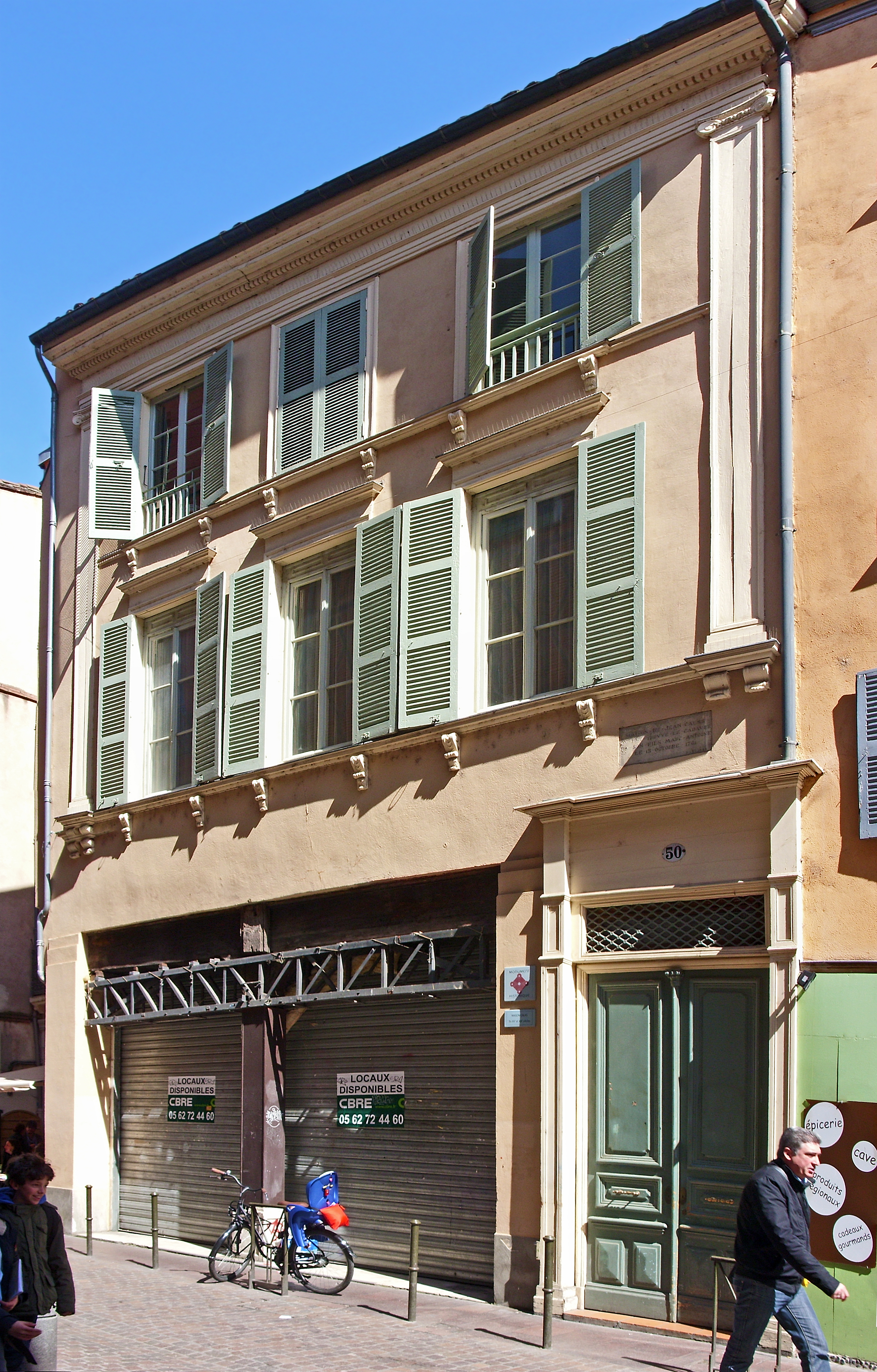
卡拉斯的家